# Opsirhina
Opsirhina is een geslacht van vlinders van de familie spinners (Lasiocampidae).

## Soorten
- O. albigutta Walker, 1855
- O. alphaea (Fabricius, 1775)
- O. lechriodes (Turner, 1911)
- O. melanacra Joicey & Talbot, 1917